# Austroterpna
Austroterpna is een geslacht van vlinders van de familie spanners (Geometridae), uit de onderfamilie Geometrinae.

## Soorten
- A. idiographa Goldfinch, 1929
- A. paratorna Meyrick, 1888